# جوناتان باز
جوناتان باز (بالإسبانية: Jonathan Paz)‏ (18 يونيو 1995 هندوراس - ) هو لاعب كرة قدم هندوراسي، يلعب كمدافع، شارك في كرة القدم في الألعاب الأولمبية الصيفية 2016.

## روابط خارجية
- جوناتان باز على موقع قاعدة بيانات كرة القدم.إي يو (الإنجليزية)
- جوناتان باز على موقع Soccerway.com (الإنجليزية)
- جوناتان باز على موقع أوليمبيديا (الإنجليزية)